# ديورو
إيريك أوروسكيتا (من مواليد 30 أغسطس 1991)، والمعروف باسمه الفني ديورو (Deorro)، هو منسق موسيقى أمريكي مكسيكي. وضعت مجلة دي جي في تصنيفها العالمي لعام 2016 «ديورو» في المركز 53 عالميا.

## المسيرة الفنية

### 2005–12: البدايات المبكرة
ولد ديورو في لوس أنجلوس لأبوين مكسيكيين. بدأ مسيرته المهنية كمنسق موسيقى من خلال الحفلات المحلية عندما كان عمره 14 عامًا. وبحلول الوقت الذي بلغ فيه ديورو 17 عامًا، كان ينتج مقطوعاته الموسيقية الخاصة. في عام 2012، طلب منه شوكي إعادة مزج أغنيته "Make Some Noise"، ووصل ريمكس ديورو إلى قائمة أفضل 50 أغنية على متجر بيتبورت. ومنذ ذلك الحين عمل ديورو  على إعادة مزج المقطوعات الموسيقية للعديد من منسقي الأغاني العالميين المشهورين مثل ستيف أوكي، وليدباك لوك، وغاريث إيمري وغيرهم.

## روابط خارجية
- ديورو على موقع IMDb (الإنجليزية)
- ديورو على موقع ميوزك برينز (الإنجليزية)
- ديورو على موقع أول ميوزيك (الإنجليزية)
- ديورو على موقع ديسكوغز (الإنجليزية)